# Византијски роман
Византијски роман представља неку врсту наставка старогрчке епике у оквиру уметничке византијске књижевности. Настао је на античким темељима, али је дубоко прожет хришћанским мотивима, а од 12. и 13. века и западноевропским утицајима.

## Варлаам и Јоасаф
Све до појаве неколико значајнијих романописаца у доба хуманистичке ренесансе Комнина не пише се на овом пољу ништа већ се приписују и читају углавном романи из хеленистичког раздобља. Један од ретхих изузетака представља дело Варлаам и Јоасаф, „песма над песмама“ хришћанског аскетизма, које је одиграло значајну културноисторијску улогу као једно од посредничких дела преко којих је у наслеђе европских народа прешла мудрост и лепота оријенталне мисли
У роману богати индијски цар Авенир, уплашен астролошким предсказањем да ће му син јединац Јоасаф постати хришћанин који презире лепоте овога света, нареди да се његов син потпуно изолује од спољашњег света и окружи искључиво уживањима сваке врсте. Јоасаф, међутим, није задовољан својим раскошним затвором и, када дозна за разлог, измоли од оца дозволу да изађе у свет не би ли упознао истину. И без обзира што је град био удешен тако да царевић не види ништа ружно, сретне он једног богаља, једног слепца и једног грбавог страца. Растужен, почиње да размишља о смрти, о узроку беде, болести и зла у свету. Пустињак Варлаам, кога потајно сретне, открије му библијску повест и Јоасаф постане хришћанин. Авенир покушава да помоћу многобожачког филозофа Нахора поколеба Јоасафа, али Нахор одбрани истину хришћанске вере. По наговору мага Тевде, Авенир доводи Јоасафа у искушења друге врсте, довевши му у двор привлачне и распусне жене. Младић се бори против пожуде, и постаје испосник, разболи се, цар му коначно дозволи да буде хришћанин и да оде Варлааму, духовном оцу Јоасафову, пошто се најпре и сам крстио. 
Порекло овог романа је сада разјашњено: то је хришћанска прерада Живота Буде (Сидарте, умро 543. п. н. е.), заснована вероватно на арапском преводу, али се сачувао и податак о индијском пореклу те књиге. Ауторство овог романа било је дуго нерешено питање, а сада преовлађује мишљење да га је написао Јован Дамаскин. Поуздано је само то да је роман настао у Палестини, у првој половини 7. века и да се аутор звао Јован, сабрат јерусалимског манастира св. Саве. У прилог ауторству Јована Дамаскина говори и књижевна оплемењеност народног језика, који заправо и није димотика, и очигледно угледање на стил и начин излагања црквених отаца, којима је припадао и сам Јован Дамаскин. Књига Варлаам и Јоасаф била је врло много читана у средњем веку; са грчкога је преведена на старословенски и проширила се међу Србе, Бугаре и Русе. Преведена је и на латински језик (Barlaam et Jozafat) и одатле на западноевропске језике па је тим путем дошла и Хрватима.

## Синтипа
Још једна прерада оријенталног романа, на вулгарногрчком језику, јесте Синтипа (оријентална Повест филозофа Синдбада, односно Синдибада, Сендебада, Сандабара или Сендабара), или у пуном наслову грчке верзије Најдивнија повест о филозофу Синтипи. Један мудрац предсказује своме ученику, сину једног краља, да ће избећи велику животну опасност ако буде умео да ћути седам дана. Догоди се да маћеха овог принца покуша да заведе свог пасторка, али он је одбије, те навуче на себе маћехинску мржњу и осветољубивост, и буде оклеветан код оца да ју је хтео силовати. Отац га осуди на смрт. Да би га спасли, седморица мудраца причају сваког дана по једну причу о лукавству жена и безвредности једне такве пресуде, донете без правих доказа. Заузврат, маћеха сваки дан прича по једну причу са супротном тенденцијом, како би дошло до погубљења. За све то време принц ћути по савету свог мудрог учитеља, а када истекне рок ћутања – открије истину и буде ослобођен као невин. Тема је узета из индијске Панчатантре, и то сасвим посредно – преко сиријске прераде. Сиријска прерада је верзија арапске, арапска – персијске, и тек персијска – непосредна верзија индијске теме. У Синтипи су присутни и неки библијски мотиви (Јосиф и Петефијева жена).

## Позновизантијски роман
Оживљавање византијског романа пада у време хуманистичке ренесансе Комнина, када Теодор Продром пише своје најопсежније дело: роман у стиховима Роданта и Досиклеј, у девет књига са укупно 4616 јампских стихова, чији узор треба тражити у Хелиодоровим Етиопским причама. У то је доба и Константин Манаса написаио роман О љубави Аристандра и Калитеје, од кога су сачувани само фрагменти. 
У низу поетских романа са грађом која припада средњем веку, и у којој се често јављају западноевропски (посебно француски) мотиви, налазе се Калимах и Хрисороа, Велтандар и Хризанца, Ливистрос и Родамна, три најкрупније поеме те врсте, а поред њих је још неколико спевова: Стари витез, Флорије и Плацијафлора и Имберије и Маргарона. Прва три спева су врло великог обима: први има 2607, други 1348, трећи 3841 стих; у сва три спева употребљен је политички стих без риме. 
Роман Калимах и Хрисороа настао је крајем 13. или почетком 14. века, и написан је неком врстом отмене димотике. То је романтична поема с љубавним и фантастичним заплетом и срећним завршетком. Јунак (Калимах) спасава лепотицу (Хрисороу) из тајанственог замка у коме она робује као плен страшног Змаја. Змај је убијен, лепотица спасена, али само привремено, јер се сад јавља један млади принц који помоћу чаролија једне вештице (златна јабука с магијским натписом) отима од Калимаха његову драгану. Браћа оживе мртвог Калимаха, и овај се као баштован увлачи у двор младог принца у коме је сад Хрисороа затворена, ту се састаје с њом, буде откривен, изведен на суд, али се ту оправда и све се срећно заврши. 
Витешки роман Велтандар и Хризанца, настао вероватно у 14. веку, фанстастичнији је од Калимаха и Хрисорое: Велтандар, син једног краља (Родофила) одлази у свет, у пустоловине. Код Тарса у Малој Азији наизлази на фабулозни замак Еротокастрон (= Замак љубави), где открива тајну своје судбине. Стицајем околности, долази и у стварности до лепотице (Хризанце) коју је изабрао у Еротокастрону на надметању у лепоти; то је кћерка антиохијског краља, чији је вазал постао. На љубавном састанку са Хризанцом у дворском врту, Велтандар је у опасности. Хризанцина дружбеница Федроказа преузима кривицу на себе, као да се то њој Велтандар удварао. Велтандар је ослобођен под условом да се ожени Федроказом. У привидном браку са њом, он наставља своју љубавну везу са Хризанцом, да би на крају побегао с Хризанцом у своју земљу и тамо наследио оца на краљевском престолу. Покушај да се у извесним елементима овог романа идентификују неки западни феудални елементи (вазалство, замак љубави – Chateau d'amour провансалске поезије, романска имена, појава дворске даме и сл.) не може се сматрати као успео у тој мери да би Велтандар и Хризанца био проглашен за превод неког изгубљеног француског витешког романа. Известан француски утицај је неспоран, али је роман ипак поникао на византијском тлу. Оријентална је пластична фантастика у опису Еротокастрона, који није нешто ново у источној књижевности, која познаје и друге алегоријске дворове. 
Фантастика и алегорија присутни су и у трећем, по обиму највећем спеву, Ливистар и Родамна, који је настао вероватно крајем 14. века у византијској провинцији. Ту су такође неки романско-феудални мотиви дошло до изражаја (вазалски однос, витешки двобоји, романска имена и сл.) мада је основни утицај грчког романа ван сумње (алегоријска представа дванаест врлина и дванаест месеци, као у роману Евстатија Макремболита итд). Посебну врлину овог спева чини одмереност и неспоран укус у приказивању еротских односа. У књижевном погледу стоји изнад многих других творевина те врсте. Француски утицај овде је јачи него у Велтандру и Хризанци. Оба романа су, како сматра Карл Крумбацхер, „мешани производ“ француске и оријенталне културе у периоду латинског присуства у Грчкој и на Леванту. 
Из 14. века је и роман Флорије и Плацијафлора, чији је мотив – сага о Флеру и Бленшфлери – предмет о коме се говори у књижевностима разних европских народа, најпре у Прованси у 12. веку. Византијски роман, чије порекло лежи у тосканском делу Cantare di Fiorio e Biancifiore, садржи низ правих грчких и оријенталних елемената. Питање да ли је грађа првобитно пореклом са Истока још је отворено. Љубавни роман Имберије и Маргарона сачуван је у разним верзијама (једна римована верзија штампана је као венецијанска народна књига 1553. године), а настао је повезивањем каталонских приповедачких мотива са легендом о оснивању манастира Дафни код Атине. Роман је свакако настао међу западним витезовима који су се настанили у Атинско-тебанском војводству. Стари витез је слободна грчка прерада француског романа у прози Gurion le Courtois из 14. века, и заправо припада међу легенде о витезовима округлог стола. Роман је писан класичним грчким језиком (катхаревуса) и садржи многе асоцијације из Хомера; описује победу једног старог витеза над свим младим витезовима на двору краља Артура.

## Алегорије животињског епа
Алегорије животињског епа, као што су Прича за децу о четвороношцима, Легенда о уваженом магарцу, Лепа прича о магарцу, вуку и лисици, Књига о птицама (Πουλολόγος) и Књига о воћу (Πωρικολόγος), а најпре чувени Физиолог (настао вероватно још у касно хеленистичко доба у 2. веку у Египту, а познат свакако у 3. и 4. веку), саопштавале су не само природњачка знања византијске средине у средњем веку него и основни став византијског односа према природи: материјални свет постоји не ради себе самог већ да у својим сликама открива тајанствену суштину постојања. Физички космос је симбол духовног космоса, односи биолошког света садрже поруку о спиритуалним односима који леже у суштини бића. Физиолог је зато, као и други животињски епови у Византији, једна врста метафизичког епа, или боље – метафизичка алегорија. Физиолог говори о разним животињама (делимично и о митским, као што су птица феникс и једнорог), о биљкама и каменју, који се сви објашњавају као алегоријске представе Христа, цркве, човека и ђавола. Ово главно дело хришћанске симболике, написано простим народним језиком, снажно је утицало на народно веровање у средњем веку; било је веома раширено и преведено на више језика, па су познате и две српскословенске верзије, једна у рукопису из 15. века, друга из 16. века.
Прича за децу о четвороношцима написана је 1365. године у политичким стиховима и описује скупштину четвороножних животиња под краљем Лавом, сазвану у циљу склапања вечног мира. Резултат тих договора је, међутим, међусобно клање животиња и наставак старог стања. У причи, која има врло жив и изразит, често и груб и простачки израз, истичу се јасне заједничке црте и сродство са Физиологом. Сатирички елемент се јавља у истовременом критиковању римске цркве и Јевреја. Морални циљ, који се истиче у уводу, јесте у томе да се мали и слаби одбране од сувише велике поверљивости према великима.
Легенда о уваженом магарцу, написана у нешто мање од 400 стихова, представља, заједно са Лепом причом о магарцу, вуку и лисици, у 540 стихова, основу за чувену и надалеко проширену причу о тета-Лији. Најважније црте те приче налазимо и на Западу, али нам за целу ту грчку причу, која представља сатиру на рачун византијског свештенства и монаха и уједно изражава, као социјална сатира, реакцију угњетаваног сеоског становништва на образовани горњи слој – неки западни изворник није познат. Ове верзије вероватно потичу из старијег грчког текста и настале су свакако на једном од јонских острва или на Криту, највероватније средином 15. века (краћа верзија) и крајем тог века (дужа верзија).
Пулологос или Књига о птицама настала је у првој половини 14. века. Сатиричка тенденција се јасно изражава у полемичком разговору птица, које се у својим погрдним говорима увек поново враћају на црквене и политичке прилике Византијског царства, као и на опште људске слабости. У делу се налази и нека врста каталога птица.
Порикологос или Књига о воћу представља малу пародију у прози на једну судску расправу. Иза фабуле се налази морални циљ, јер се под председништвом краљице Дуње осуђује Грозд (тј. штетно уживање вина). Прича је вероватно настала још у 12. веку и преведена је на старословенски и турски језик.